# Kenneth Anthony Angell
Kenneth Anthony Angell (* 3. August 1930 in Providence, Rhode Island; † 4. Oktober 2016 in Winooski, Vermont) war ein US-amerikanischer Geistlicher und Bischof von Burlington.

## Leben
Kenneth Anthony Angell empfing am 26. Mai 1956 die Priesterweihe für das Bistum Providence.
Papst Paul VI. ernannte ihn am 9. August 1974 zum Weihbischof in Providence und Titularbischof von Septimunicia. Der Bischof von Providence, Louis Edward Gelineau, spendete ihm am 7. Oktober desselben Jahres die Bischofsweihe; Mitkonsekratoren waren John Francis Whealon, Erzbischof von Hartford, und John Francis Hackett, Weihbischof in Hartford.
Am 6. Oktober 1992 wurde er durch Papst Johannes Paul II. zum Bischof von Burlington ernannt und am 9. November desselben Jahres in das Amt eingeführt. Am 9. November 2005 nahm Papst Benedikt XVI. sein aus Altersgründen vorgebrachtes Rücktrittsgesuch an.
Angells jüngerer Bruder war der Fernsehproduzent und Autor David Angell (Frasier). Dieser wie auch seine Frau kamen an Bord von American-Airlines-Flug 11 ums Leben, als das Flugzeug am 11. September 2001 in den Nordturm des World Trade Center gesteuert wurde.